# Heliconia lingulata
Heliconia lingulata är en enhjärtbladig växtart som beskrevs av Hipólito Ruiz López och Pav.. Heliconia lingulata ingår i släktet Heliconia och familjen Heliconiaceae. Inga underarter finns listade.